# Sycopsis
Sycopsis je rod rostlin z čeledi vilínovité (Hamamelidaceae). Zahrnuje 2 druhy stálezelených dřevin se střídavými jednoduchými listy. Květy jsou bezkorunné, avšak s nápadnými červenými tyčinkami. Rod se vyskytuje výhradně v Číně.

## Popis
Zástupci rodu Sycopsis jsou stálezelené keře a malé stromy s jednoduchými střídavými kožovitými listy. Větévky jsou lysé nebo hvězdovitě chlupaté, s nahými pupeny. Palisty jsou drobné, opadavé, zanechávající na větévce drobnou jizvu. Listy jsou tuhé, kožovité, řapíkaté, na bázi zaokrouhlené až klínovité, celokrajné nebo při vrcholu listu drobně zubaté. Žilnatina je zpeřená, brochidodromní, případně od báze trojžilná. Květy jsou bezkorunné, oboupohlavné nebo samčí, uspořádané v krátkém hustém klasu. Každý květ je podepřen jedním listenem. Kalich je 5 nebo 6-četný, nepravidelný. Koruna chybí. Tyčinek je 5 až 10, jsou přirostlé k okraji kalicha a mají červené prašníky. Semeník v oboupohlavných květech je svrchní avšak obklopený lůžkem květu, srostlý ze 2 plodolistů obsahujících po 1 vajíčku, se 2 tenkými čnělkami. Tobolky jsou dřevnaté, plstnaté, obvykle vejcovitě kulovité, pukající 2 dvoulaločnými chlopněmi a obsahující 2 úzce vejcovitá semena.

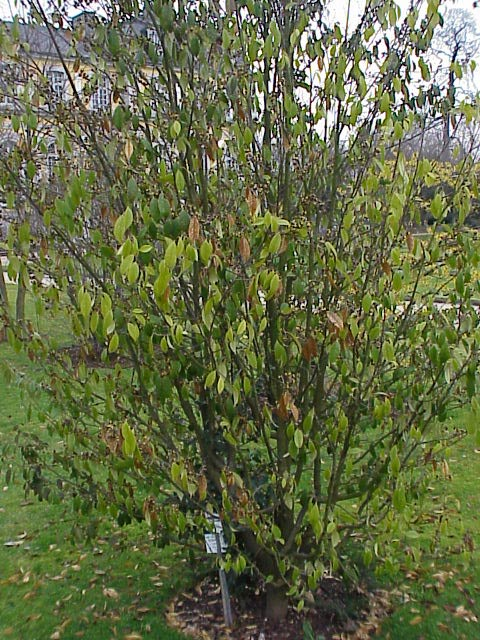
Sycopsis sinensis
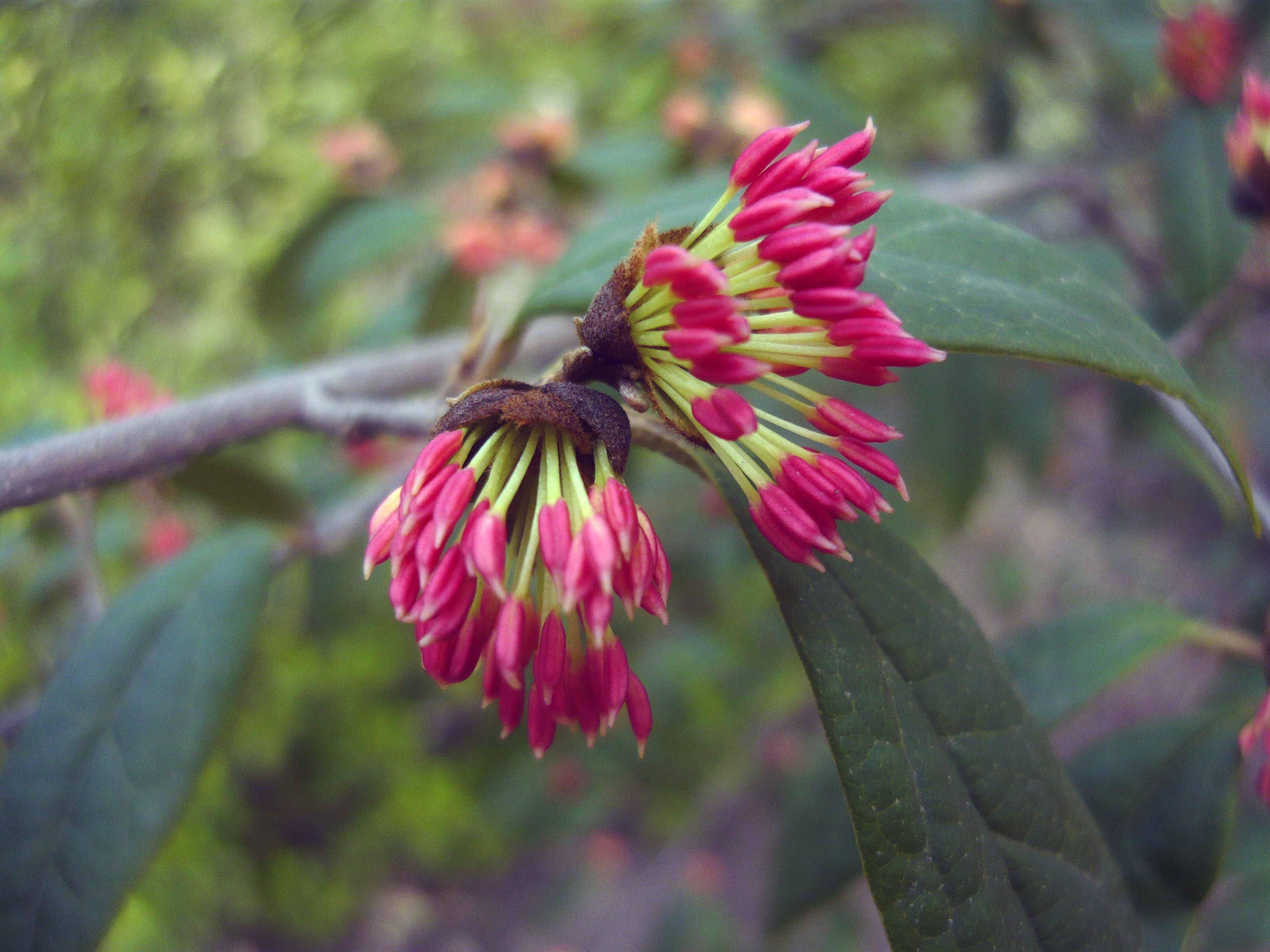
Květenství Sycopsis sinensis
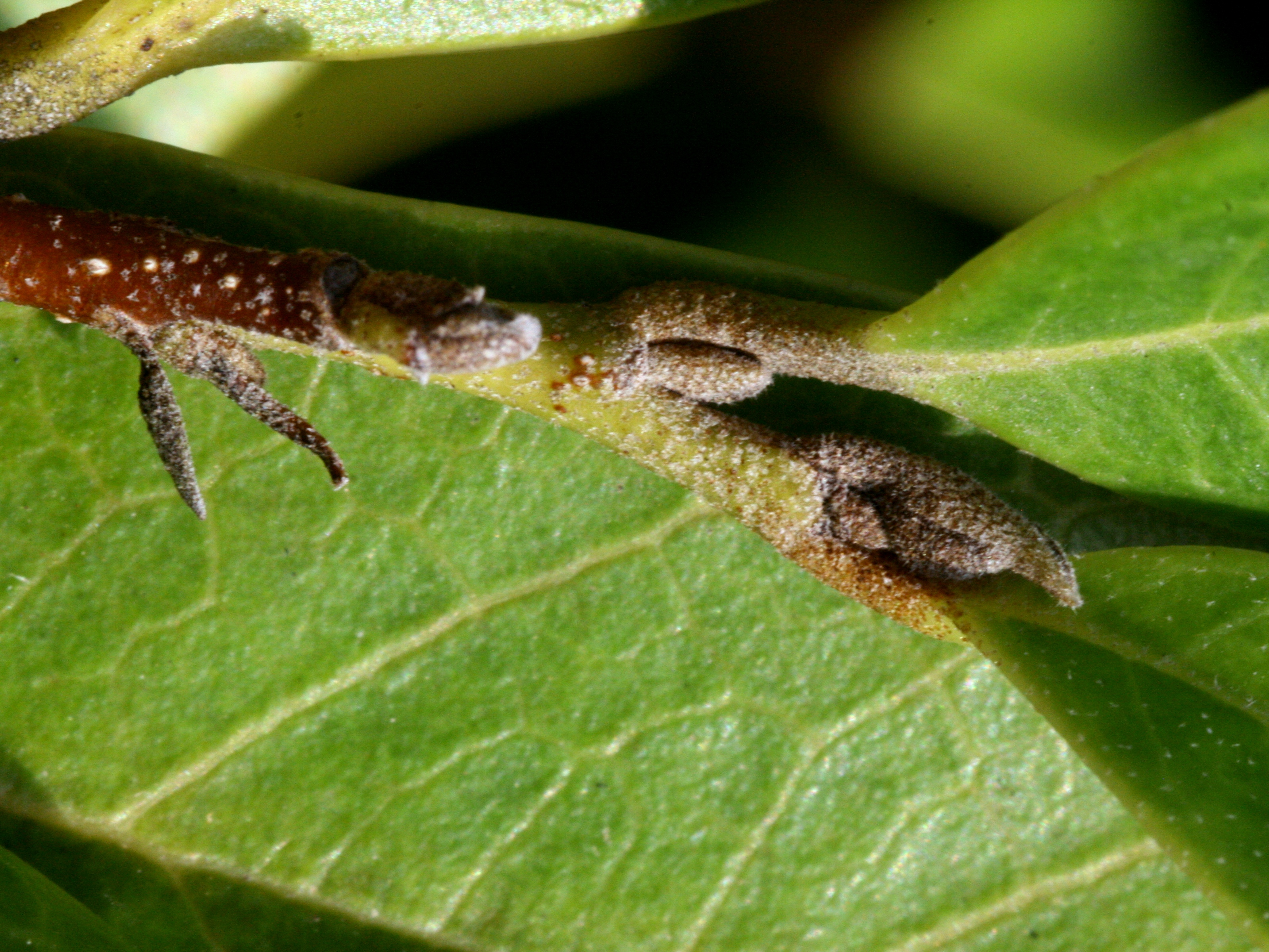
Detail větévky Sycopsis sinensis

## Rozšíření
Rod obsahuje 2 druhy a je rozšířen výhradně v Číně. Sycopsis sinensis roste na většině území Číny ve stálezelených horských lesích v nadmořských výškách 1300 až 1500 metrů, Sycopsis triplinervia se vyskytuje pouze v jižní Číně v provinciích S’-čchuan a Jün-nan v nadmořských výškách 800 až 1000 metrů.

## Taxonomie
Některé zdroje uvádějí 3 druhy rodu Sycopsis. Mimo 2 výše zmíněných je to ještě druh Sycopsis dunnii, rozšířený od Číny po Malajsii. V současné taxonomii je tento druh řazen do samostatného rodu Distyliopsis jako druh Distyliopsis dunnii.

## Přehled druhů
- Sycopsis sinensis
- Sycopsis triplinervia

## Význam
Druh Sycopsis sinensis je v Česku vzácně pěstován v botanických zahradách. Je k vidění např. ve sbírce mediteránní vegetace v Arboretu MU v Brně.